# Western Phnom Penh FC
Tây Phnom Penh, trước đây gọi là Tây Uni. trước tháng 1 năm 2015 và Sparta Phnom Penh, và Western Phnom Penh FC trong năm 2015, là một câu lạc bộ bóng đá (bóng đá) ở Campuchia. Đội đã từng chơi ở Liên đoàn Campuchia, bộ phận hàng đầu của bóng đá Campuchia.

## Đội hình hiện tại
| Số áo |           | Vị trí | Cầu thủ           |
| ----- | --------- | ------ | ----------------- |
| 1     | Cambodia  | GK     | Ly Someth         |
| 3     | Indonesia | DF     | Tenius Trukna     |
| 8     | Cambodia  | MF     | Nuth Pitou        |
| 9     | Cambodia  | FW     | Chantha Thonthean |
| 13    | Cambodia  | GK     | Nhem Slayman      |
| 15    | Cambodia  | DF     | Ker Mizan         |
| 16    | Cambodia  | MF     | Tep Chanvirak     |
| 17    | Cambodia  | MF     | Mao Rithy         |

| Số áo |           | Vị trí | Cầu thủ                 |
| ----- | --------- | ------ | ----------------------- |
| 22    | Cambodia  | DF     | Hem Sreng               |
| 24    | Cambodia  | MF     | Soeung Sopanha          |
| 28    | Cambodia  | MF     | Men Monira              |
| 29    | Indonesia | MF     | Faisal Rizal Samberbori |
| 30    | Cambodia  | DF     | Kroch Mol               |
| 32    | Cambodia  | DF     | Tin Kano                |
| 45    | Cambodia  | MF     | Chan Phearu             |
| 63    | Cambodia  | MF     | Um Tola                 |
| 95    | Indonesia | FW     | Yuspen Uopdana          |
| 99    | Cambodia  | MF     | Chan Sophea             |